# Craton du Zimbabwe
Pour les articles homonymes, voir Zimbabwe (homonymie).

Cratons d'Afrique australe.

Le craton du Zimbabwe est une zone de la croûte continentale ancienne, située en Afrique australe, ayant fait partie du Gondwana, et dont les roches sont datées de l'Archéen ancien, probablement de 3,46 Ga.
Il tire son nom du pays (le Zimbabwe) qu'il sous-tend pour la majeure partie. Les roches du craton du Zimbabwe sont séparées de celles du craton du Kaapvaal par la ceinture du Limpopo, large de 250 km, faite de tectonites de faciès granulite. La ceinture du Limpopo est contemporaine des cratons du Kaapvaal et du Zimbabwe, mais elle est restée géologiquement active beaucoup plus tard. Les deux cratons se sont stabilisés à l'archéen ancien, vers 2,8-2,5 Ga tandis que cessait le métamorphisme à haute température de la ceinture du Limpopo. Le nord du craton est formé par la ceinture du Zambèze.

## Origine
Le craton s'est formé par suture de deux blocs, le segment de Tokwe au sud et le plus petit segment de Rhodesdale (appelé aussi gneiss de Rhodesdale), au nord. Les roches de ces deux segments ont été datées de 3,46 Ga. Le segment de Tokwe s’est probablement stabilisé aux alentours de 3,3 Ga et il y a des preuves que le segment de Rhodesdale l’a fait à la même époque,.
Le synchronisme et l'extension du segment de Tokwe sont une preuve solide à l'appui d'une origine intra-cratonique pour les ceintures de diorite de l'archéen ancien au Zimbabwe et pour réfuter l'hypothèse d'une origine due à un arc d'accrétion.